# 村田三郎 (流山鉄道)
村田 三郎（むらた さぶろう、1888年5月16日 - 1968年以降没）は福岡県出身の実業家。田中鉱山の社員を経て流山鉄道の社長及び会長を務めた。義兄に中大路氏道。

## 来歴
福岡県、後の小倉市で1888年（明治21年）5月16日に村田政之助の三男として生まれる。1914年（大正3年）に東京高等商業学校（後の一橋大学）を卒業すると、東京市京橋区北紺屋町（中央区八重洲）の田中本店に入社した。三郎は千澤専助の四女・経子を妻とし、義父の千澤が1896年（明治29年）に創設した下谷銀行及び東洋貯蓄銀行の取締役にも1920年（大正9年）就任している。社長・田中長兵衛のもと最盛期には国内鉄需要の過半数を生産した釜石製鉄所にも不景気の波が押し寄せ、1920年3月には戦後恐慌が発生。経済界は長い低迷期に入った。1924年（大正13年）3月、多額の負債を抱え田中家の事業がついに破綻。釜石の鉱山や製鉄所が三井鉱山に移譲され、三井のもとで釜石鉱山株式会社が設立された。三郎は改組後の釜石鉱山でも社員として勤めている。
1926年（大正15年）5月、義兄の中大路氏道と千澤平三郎が千葉県流山町の町民鉄道、流山鉄道の取締役に就任。同時に三郎も監査役に就いた。中大路は翌1927年（昭和2年）5月、同社社長に就任。一方三郎は1932年（昭和7年）大正興業の社長職に就く。その後1936年（昭和11年）1月には中大路の後任として流山鉄道株式会社の取締役社長に選任される。1952年（昭和27年）1月、同社の会長に就任。三郎は流山の社長及び会長職を計23年超務めた。趣味は俳句、同人会員で「山朗」と號す。

## 家族・親族
- 経子 - 妻、1898年（明治31年）生まれ。千澤専助の四女。東京府立第一高等女学校を卒業し村田三郎に嫁いだ。

- 村田豁達 - 長男、1919年（大正8年）2月生まれ。明治学院大学経済学部を卒業し流山鉄道の取締役を務めた。妻の素代子（1925年生）は白百合高等女学校を卒業。弁理士・鴛淵説男[注釈 4]の娘。

- 晴子 - 長女、1922年（大正11年）2月生まれ。香蘭高等女学校卒業。青森県の教師・沢田長志郎[注釈 5]に嫁いだ[12]。

- 咲子 - 二女、1923年（大正12年）3月生まれ。香蘭高等女学校を卒業し、東京テアトル支配人の三橋保（1921年生）[13][注釈 6]に嫁ぐ。

- 輝子 - 三女、1926年（大正15年）2月生まれ。香蘭高等女学校を卒業し、バレー研究家の中野博に嫁いだ[1]。

- 美津子 - 姉、1885年（明治18年）生まれ。

- 千澤専助 - 義父、1857年（安政4年）生まれ。千澤房泰の長男。1882年（明治15年）に名を重次郎から改め専助とする。家業の米穀商を継ぎ、下谷銀行を設立し頭取に就任。東京市会議員も務めた[15]。妻は釜石鉱山田中製鉄所を創設した田中長兵衛の長女・うた（1861年生）。

- 千沢平三郎 - 義兄、1869年（明治元年12月）生まれ。大阪の観世流能師・橋岡家の生まれ[16][注釈 7]であり、1895年に千澤専助の長女・正（まさ、1878年生）と結婚し婿養子となった。東洋貯蓄銀行取締役、大日本炭鉱常務取締役[18]。1933年（昭和8年）に家督を相続、子が無かったため1936年に甥の千葉楨治を養嫡子に迎えた[19]。

- 中大路氏道 - 義兄、1872年（明治5年）9月生まれ。田中長兵衛のもとで釜石製鉄所第2代所長を務めたほか、三陸汽船及び流山鉄道の社長などを歴任した。妻は千澤専助の二女・清（1883年生）。

- 千葉直五郎 - 義兄、1888年（明治21年）2月生まれ。明治期の煙草製造販売業で大きな財を成し「たばこ三べえ」の一人として世に知られた千葉松兵衛[注釈 8]の長男であり、1926年（大正15年）に家督を継いだ。池貝鉄工所監査役[21]。妻は千澤専助の三女・長（1891年生）。